# Bruinwangschoffelsnavel
De bruinwangschoffelsnavel (Poecilotriccus senex; synoniem: Todirostrum senex) is een zangvogel uit de familie tirannen (Tyrannidae).

## Naamgeving
De wetenschappelijke naam van deze soort werd voor het eerst geldig gepubliceerd in 1868 door de Oostenrijkse ornitholoog August von Pelzeln. Hij noemde deze soort Poecilotriccus senex, verwijzend naar zijn leeftijd toentertijd. Senex betekent letterlijk oude man.
De Braziliaanse naam luidt Maria-do-madeira, hetgeen Maria uit Madeira betekent.

## Kenmerken
De bruinwangschoffelsnavel is 9 centimeter groot. Het is een kleine vogel met zwarte snavel. Deze vogel heeft een tweekleurig verenkleed: de rugzijde is groen en de buikzijde wit. Verder wordt deze vogel gekenmerkt door een bruine wang.

## Verspreiding en leefgebied
Deze vogel is endemisch in Brazilië en komt daar enkel voor in de staten Amazonas en Rondônia. De natuurlijke habitats zijn subtropische of tropische moerassen. De habitats liggen in het bioom Amazone.

## Status
De grootte van de populatie is niet gekwantificeerd. Trends in populatie-aantallen zijn stabiel. Om deze redenen staat de bruinwangschoffelsnavel als niet bedreigd op de Rode Lijst van de IUCN.